# Liste der Baudenkmäler in Sonnefeld
Auf dieser Seite sind die Baudenkmäler in der oberfränkischen Gemeinde Sonnefeld zusammengestellt. Diese Tabelle ist eine Teilliste der Liste der Baudenkmäler in Bayern. Grundlage ist die Bayerische Denkmalliste, die auf Basis des Bayerischen Denkmalschutzgesetzes vom 1. Oktober 1973 erstmals erstellt wurde und seither durch das Bayerische Landesamt für Denkmalpflege geführt wird. Die folgenden Angaben ersetzen nicht die rechtsverbindliche Auskunft der Denkmalschutzbehörde.
 Die Liste gibt den Fortschreibungsstand vom 21. September 2018 wieder und umfasst 41 Baudenkmäler.

## Baudenkmäler nach Gemeindeteilen

### Firmelsdorf
| Lage                                                                          | Objekt   | Beschreibung           | Akten-Nr.     | Bild     |
| ----------------------------------------------------------------------------- | -------- | ---------------------- | ------------- | -------- |
| Mönchsholz (Standort)                                                         | Wegstein | Bezeichnet mit „1694“. | D-4-73-166-43 | Wegstein |
| Schnett, am Waldweg von Sonnefeld über Bieberbach nach Firmelsdorf (Standort) | Wegstein | Bezeichnet mit „1776“. | D-4-73-166-23 | BW       |

### Gestungshausen
| Lage                        | Objekt                                                                             | Beschreibung | Akten-Nr.     | Bild                                                                               |
| --------------------------- | ---------------------------------------------------------------------------------- | --- | ------------- | ---------------------------------------------------------------------------------- |
| Kirchgasse 11 (Standort)    | Zweigeschossiges Fachwerkhaus mit Satteldach auf hohem massivem Kellergeschoss     | 17./18. Jahrhundert. | D-4-73-166-18 | Zweigeschossiges Fachwerkhaus mit Satteldach auf hohem massivem Kellergeschoss     |
| Kirchgasse 13 (Standort)    | Evangelisch-lutherisches Pfarrhaus                                                 | Zweigeschossiger stattlicher Walmdachbau mit Nebenflügeln, konstruktives Fachwerk auf massivem Kellergeschoss, 17./18. Jahrhundert; an Torturm gebaut. | D-4-73-166-19 | weitere Bilder                                                                     |
| Kirchgasse 15 (Standort)    | Evangelisch-lutherische Pfarrkirche St. Matthäus                                   | Saalbau mit eingezogenem Chor, Giebelreiter auf dem Chor, um 1700; mit Ausstattung; Kirchhofbefestigung, im Kern mittelalterliches Quadermauerwerk rings um die Kirche; | D-4-73-166-20 | weitere Bilder                                                                     |
| Kirchgasse 15 (Standort)    | Torturm                                                                            | Der Torturm der ehemaligen Kirchhofbefestigung ist unten spätgotisch gestaltet. Er besteht aus einem Sandsteinmauerwerk mit Zangenlöchern und hat spitzbogige Portale sowie Führungssteine für ein Falltor. Er wird in diesem Bereich dem 15. Jahrhundert zugeordnet. Der verschieferte Fachwerkaufsatz mit einem achteckigen Dachreiter entstand 1740. | D-4-73-166-20 | weitere Bilder                                                                     |
| Schmiedengasse 1 (Standort) | Zweigeschossiges verschiefertes Bauernhaus mit Satteldach auf massivem Kellerstall | Erste Hälfte 19. Jahrhundert. | D-4-73-166-21 | Zweigeschossiges verschiefertes Bauernhaus mit Satteldach auf massivem Kellerstall |
| Schmiedengasse 3 (Standort) | Zweigeschossiges verschiefertes Bauernhaus mit Satteldach auf massivem Kellerstall | 19. Jahrhundert. | D-4-73-166-22 | Zweigeschossiges verschiefertes Bauernhaus mit Satteldach auf massivem Kellerstall |

### Hassenberg
| Lage                     | Objekt                                                                                               | Beschreibung | Akten-Nr.     | Bild                                                                                                 |
| ------------------------ | --- | --- | ------------- | --- |
| Forststraße 1 (Standort) | Ehemaliges Forsthaus                                                                                 | Eingeschossiger Satteldachbau mit Zwerchhäusern, zum Teil verschiefert, um 1850.                                                     | D-4-73-166-35 | Ehemaliges Forsthaus                                                                                 |
| Schloßberg 8 (Standort)  | Evangelisch-lutherische Pfarrkirche                                                                  | Saalkirche mit Westturm, reiche Stuckdecke, Portal bezeichnet mit „1690“; mit Ausstattung.                                           | D-4-73-166-24 | weitere Bilder                                                                                       |
| Schloßberg 8 (Standort)  | Neugotische Mauer mit Zinnentürmchen                                                                 | Um 1860; bei der Kirche und dem Schloss den Bergsporn zum Teil begrenzend.                                                           | D-4-73-166-26 | Neugotische Mauer mit Zinnentürmchen                                                                 |
| Schloßhof 3 (Standort)   | Zweigeschossige Fabrikantenvilla, ehemaliges Frauengefängnis des Herzogtums Sachsen-Coburg und Gotha | Zweigeschossiger Sandsteinquaderbau mit Kniestock und halbkreisförmigem Bauteil um ehemaligen Hof, um 1857, 1911 zur Villa umgebaut. | D-4-73-166-36 | Zweigeschossige Fabrikantenvilla, ehemaliges Frauengefängnis des Herzogtums Sachsen-Coburg und Gotha |
| Schloßhof 6 (Standort)   | Ehemaliges Nebengebäude des Schlosses                                                                | Zweigeschossiges verputztes Fachwerkhaus mit Satteldach, 18. Jahrhundert.                                                            | D-4-73-166-37 | BW                                                                                                   |
| Schloßhof 8 (Standort)   | Schloss                                                                                              | Stattlicher viergeschossiger Bau, an der Nordfassade kolossale Pilastergliederung, 1689–94, später verändert und vereinfacht.        | D-4-73-166-25 | Schloss                                                                                              |

### Sonnefeld
| Lage                                                 | Objekt                                                                         | Beschreibung | Akten-Nr.     | Bild                                               |
| ---------------------------------------------------- | ------------------------------------------------------------------------------ | --- | ------------- | -------------------------------------------------- |
| Brunnenberg 12; 12a (Standort)                       | Evangelisch-lutherische Friedhofskirche St. Moritz                             | Chorturmkirche, 1654; mit Ausstattung. | D-4-73-166-1  | weitere Bilder                                     |
| Hummenberg 7 (Standort)                              | Ehemaliges Arbeiterwohnhaus der Domäne                                         | Zweigeschossiger Satteldachbau, konstruktives Fachwerk, massives Kellergeschoss, Freitreppe, erste Hälfte/Mitte 19. Jahrhundert. | D-4-73-166-2  | Ehemaliges Arbeiterwohnhaus der Domäne             |
| Nähe Jahnstraße, im Dr.-Fritz-Ludwig-Park (Standort) | Centstein                                                                      | Sandstein, bezeichnet mit „1608“. | D-4-73-166-17 | Centstein                                          |
| Nähe Jahnstraße, im Dr.-Fritz-Ludwig-Park (Standort) | Grenzstein                                                                     | Sandstein, bezeichnet mit „1745“. | D-4-73-166-16 | Grenzstein                                         |
| Klosterhof 1 (Standort)                              | Evangelisch-lutherische Pfarrkirche, ehemalige Zisterzienserinnenklosterkirche | Hochgotisches Altarhaus des 14. Jahrhunderts, mit Kirchhaus und Sakristei, 1856 neugotisch umgestaltet, Fassade mit Giebelreiter; mit Ausstattung. | D-4-73-166-3  | weitere Bilder                                     |
| Klosterhof 2/4 (Standort)                            | Klosterhof                                                                     | Zweiflügeliger ein- und zweigeschossiger Bau mit Satteldächern, im Wesentlichen 19. Jahrhundert, bildet West- und Südseite des ehemaligen Kreuzgangs. | D-4-73-166-4  | Klosterhof                                         |
| Klosterhof 3 (Standort)                              | Ehemaliges Schlafhaus und Kapitelsaal des Klosters                             | Zweigeschossiges Satteldachhaus, im Kern Bau des 14. Jahrhunderts, aufgestockt und zu Wohnhaus umgebaut, 18./19. Jahrhundert. | D-4-73-166-5  | Ehemaliges Schlafhaus und Kapitelsaal des Klosters |
| Marienstraße 7; 9 (Standort)                         | Katholische Filialkirche St. Marien                                            | Genordeter einschiffiger Satteldachbau, im Westen ein Seitenschiff und satteldachgedeckter Flankenturm, 1957 von Josef Rauschen; Pfarrheim, eingeschossiger Satteldachbau, gleichzeitig; offener Verbindungsgang, gleichzeitig.                                                            | D-4-73-166-44 | weitere Bilder                                     |
| Marktplatz 2 (Standort)                              | Wirtshausschild                                                                | Um 1800. | D-4-73-166-7  | BW                                                 |
| Marktplatz 6 (Standort)                              | Wohnhaus                                                                       | Zweigeschossiger Satteldachbau mit giebelfluchtendem Zwerchhaus, verschiefert, zweite Hälfte 19. Jahrhundert. | D-4-73-166-41 | Wohnhaus                                           |
| Marktplatz 16 (Standort)                             | Zweigeschossiges Mansarddachhaus                                               | Fachwerk, Obergeschoss verschiefert, erste Hälfte 19. Jahrhundert. | D-4-73-166-8  | Zweigeschossiges Mansarddachhaus                   |
| Martin-Luther-Straße 2 (Standort)                    | Dreiseitige Gutsanlage                                                         | Gutshaus, zweigeschossiger Walmdachbau, Fachwerk, teilweise verschiefert, 18./19. Jahrhundert; eingeschossige Wirtschaftsgebäude mit Satteldächern, Sandstein und Fachwerk. | D-4-73-166-9  | weitere Bilder                                     |
| Martin-Luther-Straße 8 (Standort)                    | Pfarrhaus                                                                      | Zweigeschossiger stattlicher Halbwalmdachbau, Westseite verschiefert, 19. Jahrhundert. | D-4-73-166-10 | Pfarrhaus                                          |
| Martin-Luther-Straße 9 (Standort)                    | Ehemalige Klosterschule                                                        | Schlicht gotisierender dreigeschossiger Bau mit Satteldach, zweite Hälfte 19. Jahrhundert. | D-4-73-166-11 | Ehemalige Klosterschule                            |
| Rothgasse 10 (Standort)                              | Bauernhaus                                                                     | Zweigeschossiger Satteldachbau, Fachwerk, teilweise verschiefert, erste Hälfte 19. Jahrhundert. | D-4-73-166-12 | Bauernhaus                                         |
| Schafberg 2 (Standort)                               | Rathaus                                                                        | Zweigeschossiger gotisierender Bau mit polygonal ausgebildeten Ecken, Freitreppe, 1860. | D-4-73-166-13 | Rathaus                                            |
| Schützenstraße 2 (Standort)                          | Villa                                                                          | Zweigeschossiges Eckhaus mit abgewalmten Mansarddach in reichen Jugendstilformen der Spätzeit mit geschweiften Giebeln und Eckturm, bezeichnet mit „1913“. Die Jugendstilvilla ließ sich der Korbwarenfabrikant Georg Lösch 1912–1913 vom Coburger Maurermeister August Eckardt errichten. | D-4-73-166-14 | Villa                                              |
| Thüringer Straße 2 (Standort)                        | Gasthof zum Goldenen Löwen                                                     | Zweigeschossiger Walmdachbau, teilweise verschiefert, genutete Ecklisenen, 18./19. Jahrhundert. | D-4-73-166-15 | Gasthof zum Goldenen Löwen                         |

### Wörlsdorf
| Lage                           | Objekt                                                       | Beschreibung | Akten-Nr.     | Bild                                                         |
| ------------------------------ | ------------------------------------------------------------ | --- | ------------- | ------------------------------------------------------------ |
| Am Feuerwehrheim 1 (Standort)  | Bauernhof                                                    | Wohnstallhaus, zweigeschossiger verschieferter Fachwerkbau mit Satteldach, um 1800; Stall mit Satteldach, Fachwerk; zugehörige Einfriedung.             | D-4-73-166-27 | Bauernhof                                                    |
| Am Feuerwehrheim 9 (Standort)  | Zweigeschossiges Bauernhaus mit Satteldach und Hofdurchfahrt | Fachwerk verkleidet, um 1800. | D-4-73-166-38 | Zweigeschossiges Bauernhaus mit Satteldach und Hofdurchfahrt |
| Am Feuerwehrheim 11 (Standort) | Mühlanwesen                                                  | Zweigeschossiger Satteldachbau, Obergeschoss Zierfachwerk, verschiefert, um 1700, Anbau mit Fachwerkobergeschoss und Satteldach, bezeichnet mit „1819“. | D-4-73-166-39 | Mühlanwesen                                                  |
| Hauptstraße 12 (Standort)      | Zweigeschossiges Wohnstallhaus mit Satteldach                | Hochlaube an der Längsseite, Fachwerk, Verschieferung in deutscher Schablone, um 1720, bezeichnet mit „1757“.                                           | D-4-73-166-28 | Zweigeschossiges Wohnstallhaus mit Satteldach                |
| Nußgrabenweg 1 (Standort)      | Zweigeschossiges Fachwerkhaus mit Satteldach                 | Verschiefert und verbrettert, zweite Hälfte 18. Jahrhundert.                                                                                            | D-4-73-166-40 | Zweigeschossiges Fachwerkhaus mit Satteldach                 |

### Zedersdorf
| Lage                                      | Objekt                                                                    | Beschreibung | Akten-Nr.     | Bild                                                                      |
| ----------------------------------------- | ------------------------------------------------------------------------- | --- | ------------- | ------------------------------------------------------------------------- |
| Am Feldweg Richtung Bieberbach (Standort) | Brunnentrog mit hölzernem Brunnenpfosten und Hebebalken (Puszta-Typ)      | | D-4-73-166-34 | Brunnentrog mit hölzernem Brunnenpfosten und Hebebalken (Puszta-Typ)      |
| Im Dorf gegenüber Nr. 23 (Standort)       | Brunnentrog mit hölzernem Brunnenpfosten und Hebebalken (Puszta-Typ)      | | D-4-73-166-33 | Brunnentrog mit hölzernem Brunnenpfosten und Hebebalken (Puszta-Typ)      |
| Zedersdorf 30 (Standort)                  | Zweigeschossiges Fachwerkhaus mit Satteldach                              | Massiver Stallteil, Verschieferung teilweise in deutscher Schablone, erste Hälfte 19. Jahrhundert.                                | D-4-73-166-29 | Zweigeschossiges Fachwerkhaus mit Satteldach                              |
| Zedersdorf 37 (Standort)                  | Zweigeschossiges Fachwerkhaus mit Satteldach und rückwärtiger Giebellaube | Verschieferung teilweise in deutscher Schablone, erste Hälfte 19. Jahrhundert.                                                    | D-4-73-166-30 | Zweigeschossiges Fachwerkhaus mit Satteldach und rückwärtiger Giebellaube |
| Zedersdorf 40 (Standort)                  | Bauernhaus                                                                | Zweigeschossiges Fachwerkhaus mit Satteldach, teilweise Verschieferung in deutscher Schablone, 18./19. Jahrhundert; Nebengebäude. | D-4-73-166-31 | Bauernhaus                                                                |